# 아스칼론 전투
아스칼론 전투(영어: Battle of Ascalon)는 1099년 8월 12일 일어난 전투로 제1차 십자군의 마지막 교전으로 여겨진다.

## 배경
십자군은 예루살렘으로 진군하는 동안 이집트의 파티마 왕조와 협상을 하였으나, 만족할 만한 결과에 이르지 못했다. 파티마 왕조는 시리아에 대한 지배권은 양보할 생각이 있었지만 팔레스타인에 대한 지배권을 양보할 생각이 없었고, 예루살렘에 성묘교회(Church of the Holy Sepulchre)를 창건하고자 한 십자군에게는 받아들일 수 없는 조건이었다. 1099년 7월 15일 십자군은 기나긴 공성전 끝에 예루살렘을 함락시키는 데 성공했고, 얼마 안 있어 십자군은 파티마 군이 예루살렘 탈환을 위해 군대를 움직이고 있다는 것을 알게 되었다.

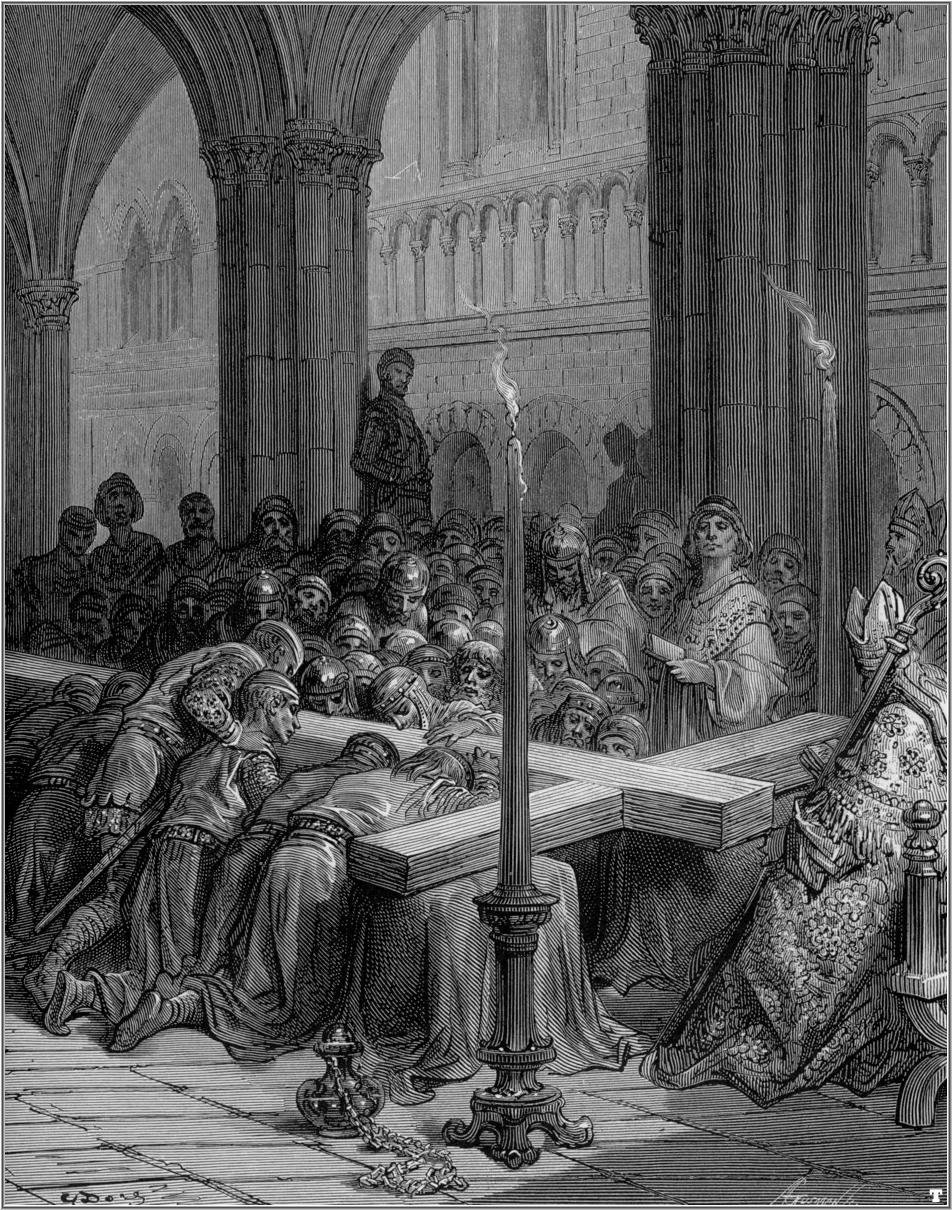
예수가 못 박힌 십자가를 발견한 십자군(Gustave Doré의 그림, 1832-1883)

십자군은 빠른 속도로 움직이기 시작했다. 7월 22일 성묘의 수호자(Defender of the Holy Sepulchre)라는 칭호를 받은 부용의 고드프루아(Godfrey of Bouillon)와 8월 1일 예루살렘의 주교(patriarch of Jerusalem)라는 칭호를 받은 코퀘스의 아르누프(Arnulf of Chocques)는 8월 5일 예수가 못 박힌 십자가의 잔해를 발견했다. 예루살렘에서 십자군을 퇴거시키기 위한 목적을 띤 파티마 왕조의 대사가 예루살렘에 도착했으나 십자군은 이를 무시하였다. 8월 10일 고드프루아는 예루살렘에 남아있는 십자군 부대를 이끌고 아스칼론(Ascalon)으로 향했고, 하루 동안 행군을 계속하였다. 그러는 동안 은자 피에르(Peter the Hermit)는 로마 가톨릭교회와 동방 정교회 성직자들을 이끌고 예루살렘 성전에서 성묘까지 행진을 하였다. 플랑드르의 로베르 2세(Robert II of Flanders)와 아르누프는 고드프루아와 합류하였으나 툴루즈의 레몽 4세(Raymond IV of Toulouse)와 노르망디의 로베르(Robert of Normandy)는 고드프루아와 논쟁을 벌이거나, 그들 자신의 정찰병으로부터 이집트군에 대해 듣고 싶어 했기 때문에 후방에 머무르고 있었다. 이집트군의 진군이 확실해지자, 이들도 다음날 행군을 시작하였다. 라믈라(Ramla) 근교에서 이들은 탕크레드(Tancred)와 고드프루아의 남자 형제이며 한 달 전에 나블루스(Nablus)를 함락시키기 위해 떠났던 유스타스(Eustace)와 합류하였다. 군대의 선봉에서 아르누프는 예수가 못 박힌 십자가의 파편을 운반하였고, 아길레라의 레몽(Raymond of Aguilers)는 전년 안티오크(Antioch)에서 발견한 성창의 유물을 운반하고 있었다.

## 전투

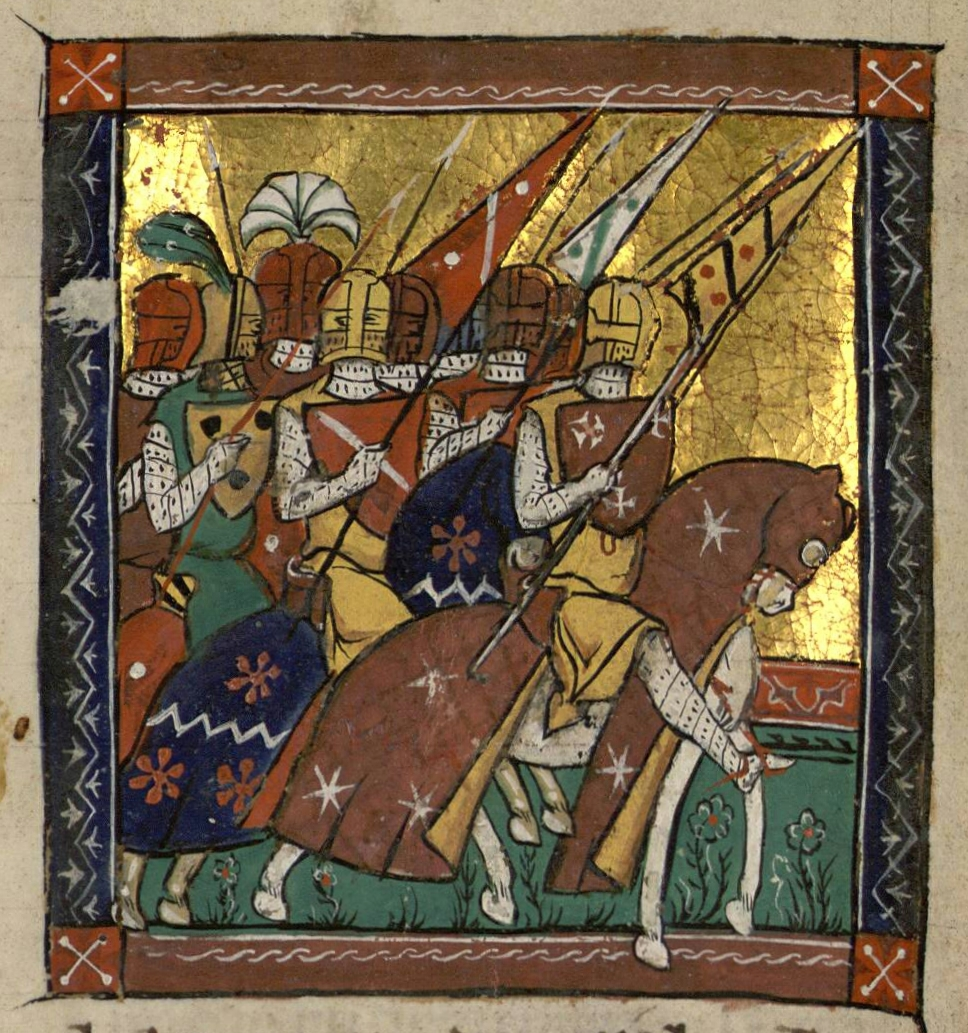
부용의 고드프루아가 이끄는 제1차 십자군의 모습

파티마 부대는 와지르(vizier) 알아프달 샤한샤흐(al-Afdal Shahanshah)가 지휘하고 있었는데, 그의 군대는 약 50,000명에 달했다고 한다.(다른 자료에 따르면 20,000-30,000명 정도라고 하며 게스타 프란코룸(Gesta Francorum)에서는 200,000명으로 과장되어있다.) 파티마군의 군대는 셀주크 투르크, 아라비아인, 페르시아인, 아르메니아인, 쿠르드인, 그리고 에티오피아인으로 구성되어 있었다. 파티마 군대는 십자군이 점령한 예루살렘을 공략하는 것이었으나 이들의 부대에는 공성병기가 없었다. 그러나 파티마 군대는 함대를 가지고 있었고, 이들은 아스칼론의 항구에 정박해 있었다. 십자군 군대의 정확한 숫자에 대해서는 정확하게 알려진 바 없으나 아귈레스의 레몽에 따르면 기사 1,200명에 9,000명의 보병으로 구성되었다고 한다. 십자군의 병력을 최대 20,000명으로 보는 경우도 있으나 이때 당시의 십자군의 상황을 보건대 이는 불가능한 수치로 여겨진다. 알아프달은 아스칼론 외각에 있는 계곡 알마즈달(al-Majdal)에 진을 치고, 예루살렘으로 계속 진군하여 그곳에 있는 십자군을 공격할 준비를 하고 있었으나 십자군이 이미 파티마 군에 반격하기 위해 진군하고 있다는 것을 알지 못하고 있었다. 8월 11일 십자군은 도시 외각지대에서 파티마군 진영의 보급품으로 쓰일 소, 양, 낙타 그리고 염소들을 발견하였다. 라믈라 근교에서 벌어진 소규모 전투에서 탕크레드에게 잡힌 포로의 정보에 따르면 파티마 군은 십자군들이 약탈에 정신이 팔리도록 소, 양, 낙타, 염소와 같은 가축들을 풀어놓았으며, 이렇게 십자군의 군율이 흐트러졌을 때 기습을 하고자 했다고 한다. 그러나 알아프달은 십자군이 이 지역에 도달했다는 것을 모르고 있었으며, 보기에는 그러한 상황을 바라지 않는 듯했다. 어쨌든 이 가축들은 그들과 함께 다음날까지 진군을 계속했으며 이로 인해 십자군은 실제 병력보다 더 많아보이게 되었다.
12일 아침, 십자군 정찰부대가 파티마 부대의 위치를 파악하여 보고했으며 십자군은 파티마 군이 있는 곳으로 진군하였다. 십자군은 진군하는 동안 9개의 부대로 편성되었다. 고드프루아가 좌익을 맡고 레몽이 우익, 탕크레드, 유스타스, 노르망디의 로베르, 그리고 베아르의 가스통 4세(Gaston IV of Béarn)가 중앙을 담당하였다. 이들은 두개의 분견대로 구성되었는데, 보병부대가 각 부대의 전위에 섰다. 이러한 부대의 배치는 아스칼론 외각에서 전투를 벌일 때 전열로 사용되었는데, 중앙 부대는 예루살렘과 야파 문(Jaffa Gates) 사이에 배치되었고 우익은 지중해 해안을 따라 정렬하였으며, 좌익은 야파 문을 맞대는 형태로 서 있었다.

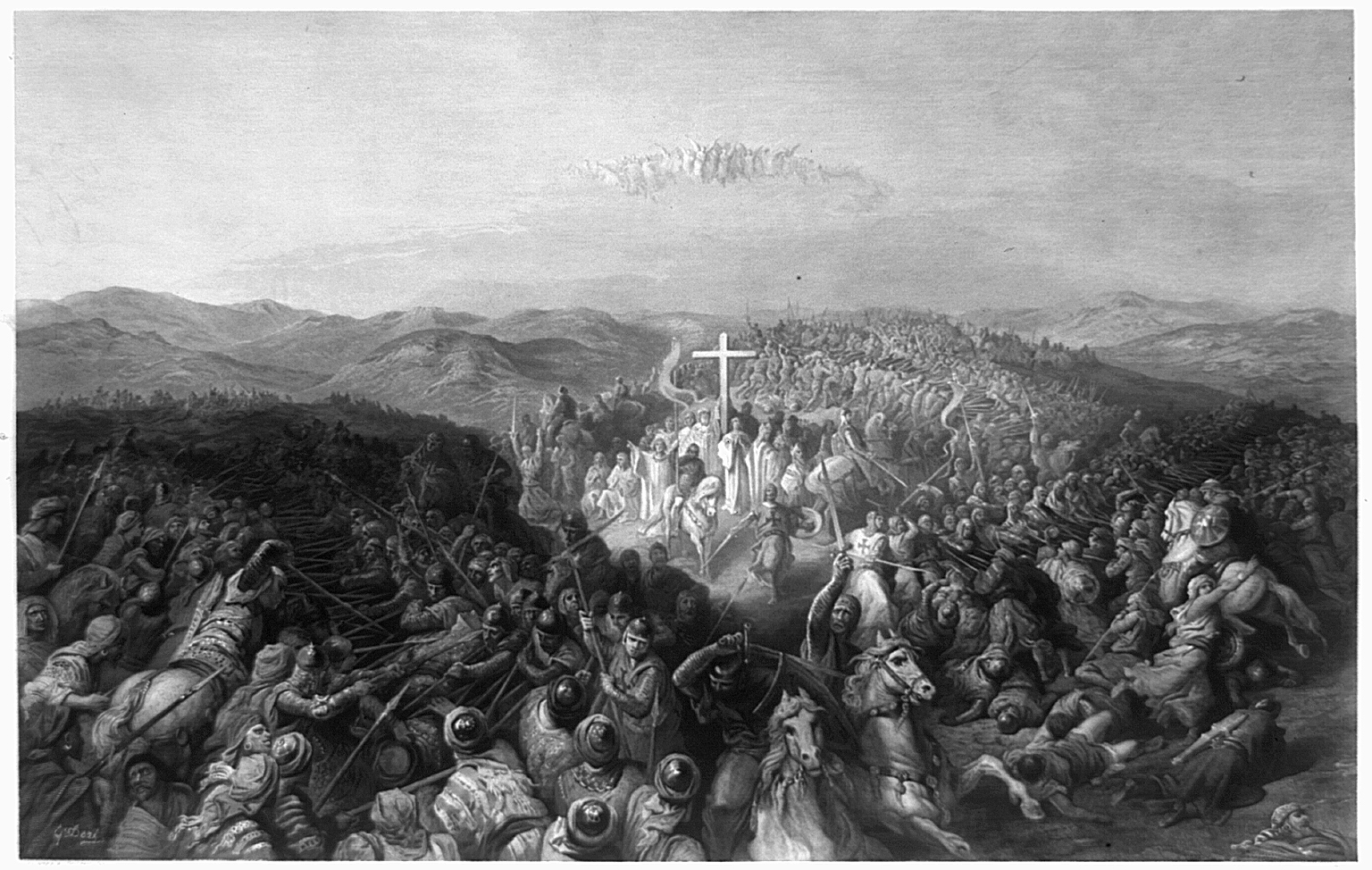
아스칼론 전투 그림 C.W. Sharpe (1881)

십자군과 무슬림 양측의 많은 기록에 따르면 파티마군은 준비되지 않은 상태에서 전투를 벌였고 전투는 매우 짧았다고 하나 아익스의 알베르(Albert of Aix)는 준비를 철저히 한 이집트 군대와 상당히 긴 시간 동안 전투를 벌였다고 한다. 양군은 서로가 창(lances)으로 접근전을 벌일 수 있을 만큼 근접할 때까지 활을 쏘아댔다고 한다. 이집트군은 십자군 전열의 중간을 공격했고, 이들의 선봉대는 십자군의 측면을 공략하여 후방을 포위할 수 있었으나, 고드프루아의 부대가 도착하여 후방을 구원하였다. 알아프달의 부대는 수적으로 우위를 지니고 있었음에도 불구하고 십자군이 이전에 맞섰던 셀주크 군대에 비하여 더 강하지도, 위협적이지도 않은 적이었다. 대기하던 파티마 중 기병대가 참여하기도 전에 전투는 거의 끝난 것처럼 보였다. 알아프달과 그의 부대는 혼란 상태에 빠져 방어가 완비된 도시로 궤주하였다. 레몽은 바다까지 파티마 군을 추격하였다. 파티마군의 일부는 나무에 올라가서 추격을 피하려다 화살에 맞아 죽었고, 다른 이들은 아스칼론 문으로 퇴각하던 도중 십자군 부대의 공격에 전사하였다. 알아프달은 자신의 진영에 보물들을 놓고 도망쳤고 로베르와 탕크레드가 이를 접수하였다. 십자군의 손해는 알려진 바 없으나 이집트 군은 10-12,000명의 피해를 입었다고 한다.

## 영향
십자군은 파티마군이 버리고 간 진영에서 밤을 보내며 다음 번 공격을 준비하였다. 그러나 다음날 아침 십자군은 파티마 군이 이집트로 물러났다는 사실을 알게 되었다. 알아프달은 배를 타고 이집트로 도망쳤다. 그들은 십자군은 파티마군의 막사에서 파티마군의 군기와 알아프달의 개인적인 막사를 포함한 여타의 것을 가능한 한 최대한 약탈하였고 남은 것은 불태워 버렸다. 십자군은 8월 13일 예루살렘으로 돌아갔고, 승리를 축하한 후 고드프루아와 레몽은 서로 아스칼론에 대한 영유권을 주장하였다. 아스칼론의 수비병들은 십자군 내부의 이러한 갈등을 알고는 항복요구를 거절하였다. 이 전투 이후에 남아있던 십자군들은 자신들의 성지 탈환의 서약이 이루어졌기 때문에 고향으로 돌아갔다. 해가 바뀔 때쯤 예루살렘에는 겨우 몇 백 명의 기사만이 남아있었다. 그러나 이들은 1차 십자군의 성공에 고무 받은 새로운 십자군 지원자들로 인해 끊임없이 병력을 보충 받을 수 있었다.
아스칼론은 계속 파티마 왕조의 영역으로 남아 있었으며, 얼마 안 있어 수비병이 확충되었다. 이 도시는 이후에 해마다 이루어진 예루살렘 왕국 공략의 전초기지가 되었으며, 수많은 전투들이 벌어지게 되었다. 이러한 싸움은 1153년 십자군이 공성전을 벌인 끝에 아스칼론을 함락하고 나서야 끝이 난다.

## 참고 문헌
- Albert of Aix, Historia Hierosolymitana
- Fulcher of Chartres, Historia Hierosolymitana
- Gesta Francorum
- Hans E. Mayer, The Crusades. Oxford, 1965.
- Raymond of Aguilers, Historia francorum qui ceperunt Jerusalem
- Jonathan Riley-Smith, The First Crusade and the Idea of Crusading. Philadelphia, 1999.
- Steven Runciman, The First Crusaders, 1095–1131. Cambridge University Press, 1951.
- Kenneth Setton, ed., A History of the Crusades 보관됨 2003-04-01 - 웨이백 머신. Madison, 1969–1989.